# Aída Karguer
 Aída Karguer  (1931-1976) fue una ajedrecista argentina que ganó cuatro veces el campeonato nacional femenino (1961, 1965, 1969 y 1971). En 1960 ganó el campeonato metropolitano y, en San Pablo, empató el primer puesto con la campeona chilena, Berna Carrasco de Budinich.

## Biografía
Nacida en Ceres, provincia de Santa Fe, de padre profesor de hebreo y periodista, era muy aferrada a su madre, Clara Klieger. Fue discípula de Julio Bolbochán e inició su carrera en 1954. Fue estudiante de psicología.

## Posición ante el ajedrez femenino
En una nota que le realizara el Gran Maestro Internacional Julio Bolbochán, expresa:   
"Creo -dijo la campeón- que puede estimularse el ajedrez femenino argentino haciendo torneos como los que organizaron la Federación Tucumana y la Federación Argentina, esta última con motivo del zonal de Mar del Plata. La mujer puede llegar a jugar muy bien, aunque no creo que pueda hacerlo a la altura del hombre. La falta de tiempo o los motivos económicos quizás sean las circunstancias que imposibiliten una actuación más regular, pero estoy segura que la mujer puede mejorar su nivel de juego, participando de torneos serios y mixtos." 

## Personalidad y Bobby Fischer
En una entrevista que le realizara el periodista C. Isaldúa en 1972, se autodescribe con una sensibilidad lírica al estilo de la poesía de Amado Nervo. Asimismo, dice sobre el ajedrez: “enseña a conocer al adversario y a esconder las propias emociones, siendo una escuela de autodominio”. También relata una anécdota de cuando conoció personalmente a Robert J. Fischer, ella lo desafió, Bobby se rehusó diciendo “Es una mujer”; en dicha entrevista ella describe a Bobby Fischer: “Un salvaje, un diamante en bruto, no pulido. Todavía un niño, psicológicamente no desarrollado, un chico grande”.  Y agrega: “como si fuera dueño del mundo, Bobby ostenta un irreal complejo de superioridad para tapar al otro, de inferioridad. Le falta el equilibrio de los grandes creadores de la talla de un Dr. Max Euwe, Dr. Mijail Botvinnik, Pablo Casals, Bernard Shaw”.